# محمد جواد بلوری
محمدجواد بلوری از سیاستمداران ایرانی بود، که در  دوره سوم بعنوان نماینده مشهد در مجلس شورای ملی حضور داشت.